# Lac de Malpas
Le lac de Malpas est un petit lac du département du Doubs situé sur la commune de Malpas (25160), au
nord-ouest du Lac de Saint-Point et au sud-ouest de Pontarlier. Sa surface est de 4,8 ha.

## Présentation
Le lac de Malpas est un lac naturel privé occupant une petite combe urgonienne formant un synclinal à 920 m d'altitude au nord-est du village de Malpas et à 9 km au sud-ouest de Pontarlier. D'une superficie d'environ 4,8 ha pour une longueur d'environ 500 m, il est entouré de marais et tourbières. et n'a pas d'exutoire visible. Il occupe le col séparant la vallée du Bief Belin au sud-ouest et le ruisseau du Saut au nord.
Il n'est alimenté que par les précipitations et les eaux de ruissellement des coteaux voisins. Ses eaux s'infiltrent dans le réseau karstique souterrain et rejoignent les deux ruisseaux qui le bordent au nord et sud-est.
Une colline constituée par les roches du Valanginien et de l'Hauterivien domine le bord oriental du lac.

## Histoire du site
À la fin de la dernière glaciation, le recul des glaciers a laissé des dépôts morainiques imperméables qui ont favorisé la
formation de lacs. L'évolution des bords du lac sous forme de "tremblants" de tourbe a permis la formation d'une tourbière au nord-est. Le lac étant précédemment plus étendu, ses rives nord, ouest et sud sont aujourd’hui occupés par des marais et tourbières.

## Écologie (biodiversité, intérêt écopaysager…)
La flore de la tourbière compte parmi les espèces remarquables l'Andromède à feuilles de polium, la Laîche des bourbiers, les Droseras à feuilles longues et à feuilles rondes, la Polémoine bleue, la Grassette commune et l'Epipactis des marais. Parmi les papillons fréquentant le site, on trouve le Fadet des tourbières, le Nacré de la canneberge, le Cuivré de la bistorte et le Damier de la succise.
Le lac fait partie de la ZNIEFF no 430002283 Lac, Tourbière et zones humides de Malpas ainsi que du site Ramsar "Tourbières et lacs de la montagne Jurassienne" depuis février 2021.